# Igor Ruzhnikov
Igor Ruzhnikov (en russe : И́горь Ива́нович Ру́жников) est un boxeur soviétique né le 19 janvier 1965 à Verkhnyaya Pesha en RSFS de Russie.

## Carrière
Champion du monde à Moscou en 1989 dans la catégorie des poids super-légers, sa carrière amateur est également marquée par un titre européen remporté à Athènes en 1989.